# A fekete folt
A fekete folt (franciául: La Tache noire) vagy A földrajzóra (franciául: La leçon de géographie) Albert Bettannier francia festő 1887-ben alkotott festménye, amely jelenleg a berlini Német Történelmi Múzeumban található. Azt a „fekete foltot” jelképezi, amely Franciaország térképén a porosz–francia háború háborút követően jelent meg, miután Németország elfoglalta Elzász-Lotaringiát.

## Történelmi háttér
A frankfurti béke (1871. május 10.) rögzítette Elzász és Lotaringia részeinek elcsatolását (beleértve Metz városát it). 1872-ben számos francia, akik megakarta tartani nemzetiségét és hazáját Franciaországba költözött: legtöbben az ugyan Lotaringia részét képező, de Németország által nem annektált Nancyba költöztek, de mentek Párizsba és akár Algériába is. A kép festője, a metzi születésű Albert Bettannie 1872-ben a francia állampolgárságot választotta, s a fővárosba költözött.

## A festmény leírása
Egy feltehetőleg párizsi osztályteremben a tanár Franciaország térképén az „elveszett tartományokat” mutatja egy iskolai zászlóalj egyenruháját viselő diákoknak. 
A terem hátsó részében egy állvány áll, melyen puskák lógnak, a tanári asztal mögött pedig egy dob található. A képen megjelenő harci hangulatot erősíti egy fehérbe öltözött, a Becsületrend nagykeresztjét viselő diák jelenléte, ami hősiességére és hazafiasságra utal.

## Fordítás
- Ez a szócikk részben vagy egészben  a   La Tache noire című francia Wikipédia-szócikk ezen változatának fordításán alapul.  Az eredeti cikk szerkesztőit annak laptörténete sorolja fel. Ez a jelzés csupán a megfogalmazás eredetét és a szerzői jogokat jelzi, nem szolgál a cikkben szereplő információk forrásmegjelöléseként.